# Rafael van Grieken
Rafael Constantino van Grieken Salvador (22 de septiembre de 1960) es catedrático de Ingeniería Química, vinculado a la Universidad Rey Juan Carlos (URJC), miembro del Consejo de Gobierno de la Comunidad de Madrid durante la presidencia de Cristina Cifuentes y de Ángel Garrido.

## Biografía
Nació en la ciudad venezolana de Maracaibo, en el estado Zulia, en 1960, se doctoró en la Universidad Complutense de Madrid (UCM).
En 2002 se convirtió en catedrático de Ingeniería Química de la Universidad Rey Juan Carlos (URJC). Vinculado a Pedro González-Trevijano, van Grieken fue vicerrector de la URJC durante el período entre 2003 y 2013 comprendido en el mandato de este como rector de la universidad.
Estuvo al frente de la dirección de la Agencia Nacional de Evaluación de la Calidad y Acreditación (ANECA) entre 2012 y 2015.
En 2015, con la llegada a la Presidencia de la Comunidad de Madrid de Cristina Cifuentes fue nombrado nuevo Consejero de Educación, Juventud y Deporte del Ejecutivo autonómico, tomando posesión el 27 de junio en la Real Casa de Correos. Con la remodelación de consejerías del gobierno regional acometida en septiembre de 2017, cesó en el cargo para pasar a desempeñar el de consejero de Educación e Investigación.
El 8 de junio de 2018 fue reprobado por el pleno de la Asamblea de Madrid debido a su actuación como consejero durante el caso del máster de Cristina Cifuentes.
Sin embargo, el 21 de mayo de 2018, tras la toma de posesión de Ángel Garrido como nuevo presidente de la Comunidad de Madrid, se mantuvo en el cargo de consejero de Educación e Investigación, puesto que ocupó hasta julio de 2019. 